# Талакан (Амурская область)
Талака́н — посёлок городского типа в Бурейском районе Амурской области России. Возник как посёлок строителей Бурейской ГЭС — крупнейшей электростанции на Дальнем Востоке России.

## География
Расположен в юго-восточной части области, на правом берегу реки реки Бурея, в 74 км к северо-востоку от п. Новобурейский, в 60 км к северо-востоку от Новобурейского, в 266 км от Благовещенска.
Разделён на два посёлка (временный и постоянный), расстояние между которыми ~6 км.

## История
1 марта 1976 года в Талаканском створе высадился десант «Зеягэсстроя» — организации, которой было поручено строительство Бурейской ГЭС. Начался подготовительный этап строительства гидроузла, включавший в себя сооружение дорог, линий электропередачи, жилья и базы строительства.
В июле 1976 года был создан участок строительно-монтажного управления по строительству Бурейской ГЭС. 
В декабре 1977 года был заселён первый пятиэтажный жилой дом в посёлке гидростроителей.
Решением Облисполкома Амурской области от 30 декабря 1977 года N 522 населённый пункт строителей Бурейской гидроэлектростанции, возникший у Талаканского створа на реке Бурее, зарегистрирован как посёлок Талакан и включён в состав Чеугдинского сельсовета Бурейского района..
В 1979 году, «в связи с развёртыванием строительства Бурейской ГЭС, значительным увеличением населения в посёлке гидростроителей Талакане и в целях улучшения руководства хозяйственным и культурным строительством"  решением Облисполкома Амурской области от 23.05.1979 № 246 образован Талаканский сельсовет  центром в посёлке Талакан, путём  разукрупнения Чеугдинского сельсовета Бурейского района.
Статус посёлка городского типа приобрёл с 1981 года.
В 2021 году в результате паводка на подъезде к посёлку произошло разрушение автомобильного моста через р. Синель, из-за чего населённый пункт временно остался отрезанным от внешнего мира.
В 2005—2021 годах входил в муниципальное образование рабочий посёлок (пгт) Талакан Бурейского муниципального района как единственный населённый пункт в его составе. С января 2021 года входит в Бурейский муниципальный округ.

## Население
| 1989  | 2002  | 2009  | 2010  | 2011  | 2012  |
| ----- | ----- | ----- | ----- | ----- | ----- |
| 4479  | ↗6545 | ↗7541 | ↘5176 | ↘5159 | ↘5031 |
| 2013  | 2014  | 2015  | 2016  | 2017  | 2018  |
| ↘4898 | ↘4766 | ↘4639 | ↘4477 | ↘4377 | ↘4345 |
| 2020  | 2021  | 2023  |       |       |       |
| ↘4139 | ↘3311 | ↘3132 |       |       |       |

## Экономика
Градообразующее предприятие — Бурейская ГЭС (принадлежит ПАО «РусГидро»): в посёлке проживают специалисты, связанные со строительством и эксплуатацией одной из крупнейших гидроэлектростанций Дальнего Востока.

## Социальная сфера
- парк
- два детских сада
- общеобразовательная школа (МБОУ Талаканская СОШ № 5)
- музыкальная школа
- бассейн
- две гостиницы с саунами
- Кафе «Таёжное»